# Náměstí 15. března (Budapešť)
Náměstí 15. března (maďarsky Március 15. tér) je název pro veřejné prostranství, které se nachází v hlavním městě Maďarska, Budapešti. Leží na břehu Dunaje, na jeho pešťské straně nedaleko dunajského korza.
V současné době (2025) má náměstí podobu mimoúrovňové křižovatky, která přiléhá k Alžbětinu mostu. Umístěn je zde památník Pochodu živých maďarsky Élet menete) a zastávka autobusové a tramvajové dopravy. Jsou zde také pozůstatky římského Contra-Aquinica. Hlavní dominantou je potom tzv. Staroměstský kostel.
Náměstí vzniklo již v dobách regulace dunajského břehu a výstavby prvního Alžbětina mostu. Jeho podoba se mnohdy měnila. Po druhé světové válce zde zhruba 15 let stálo torzo prvního sloupu původního zavěšeného mostu, později se prostranství rozdělilo na rušnou dopravní křižovatku, část má parkovou úpravu.